# エイリオン
エイリオン（Ayreon）は、オランダのハードロック・バンドであるヴェンジェンス のギタリスト、アルイエン・アンソニー・ルカッセン（Arjen Anthony Lucassen）が主宰する、ロック・オペラ・プロジェクトである。
本国オランダを含むヨーロッパのほとんどの国では「Ayreon」名義で通っているものの、アメリカでは「Arjen Anthony Lucassen」名義である。この影響か、日本でもアーティスト名はアルイエン・アンソニー・ルカッセン名義となっている。数多くのハードロック、プログレッシブ・ロック・ミュージシャンが参加する豪華な作品であるが、高額のギャラを受け取った人物はいないという。この辺りが、アルイエン・アンソニー・ルカッセンの人柄と顔の広さを物語っているとも言える。

## アルイエン・アンソニー・ルカッセンという人物
身長204cmの大男で、長い指を活かしたダイナミックなプレイが身上。ロックンロール色が強かったバンド時代にはあまり知られていなかったが、クラシック寄りのテクニカルなプレイも難なくこなすギタリストである。
非常に話好きで、インタビューでもユーモアや小話を交えてよく喋る。ファンに宛てたE-mailが2000字を超えていたこともあるという。ミドルネームのAnthony名義でソロ・アルバムも出している。

## ディスコグラフィ

### アルバム
- 『エイリオン 時空の探求者』 - The Final Experiment (1995年)
- 『エイリオン〜幻の詩』 - Actual Fantasy (1996年) ※DVD付き再発盤あり。
- 『エイリオン〜光の宮殿〜』 - Into The Electric Castle (1998年) ※フィッシュ等が参加
- 『エイリオン 宇宙の漂流者パート1〜ドリーム・シークェンサー〜』 - Universal Migrator Part 1: The Dream Sequencer (2000年) ※ラナ・レーン、エリク・ノーランダー、ニール・モーズ等が参加
- 『エイリオン 宇宙の漂流者パート2〜漂流者の旅〜』 - Universal Migrator Part 2: Flight of the Migrator (2000年) ※ラナ・レーン、エリク・ノーランダー、ブルース・ディッキンソン、アンディ・デリス、マイケル・ロメオ、熊谷桂子（ARS NOVA）等が参加
- 『エイリオノーツ』 - Ayreonauts Only (2000年) ※アウトテイク集。制作当初は所属レコード会社からOKが出ず、参加を見送ったミュージシャンのトラックも収録
- The Human Equation (2004年) ※DVD付き限定盤あり。ジェイムズ・ラブリエ、デヴィン・タウンゼンド、ケン・ヘンズレー等が参加
- 01011001 (2008年) ※DVD付き限定盤あり。ハンズィ・キアシュ（ブラインド・ガーディアン）、ボブ・カトレイ（マグナム）、マイケル・ロメオ、デレク・シェリニアン等が参加
- The Theory of Everything (2013年)
- The Source (2017年)
- Transitus (2020年)

### EP
- Elected (2008年) ※トビアス・サメットのメタルオペラ・プロジェクト、アヴァンタシア (Avantasia)との共同作品

### シングル
- "Sail Away to Avalon" (1995年)
- "The Stranger from Within" (1996年)
- "Temple of the Cat" (2000年)
- "Temple of the Cat (Acoustic)" (2001年)
- "Day Eleven: Love" (2004年)
- "Loser" (2004年)
- "Come Back to Me" (2005年)
- "Hopelessly Slipping Away" (2020年)
- "Get Out! Now!" (2020年)
- "This Human Equation" (2020年)
- "Talk of the Town" (2020年)